# Zeno Bertoli
Zeno Bertoli (Napoli, 22 dicembre 1988) è un pallanuotista italiano, difensore del Posillipo.

## Carriera
Prodotto del vivaio del Posillipo, nel 2008 passa in prima squadra. Gioca con la calottina numero 10 e colleziona quarantaquattro presenze in campionato e quattordici gol, per un totale di sessantanove presenze e trenta reti. Nel 2009 è vicecampione d'Italia e nel 2015 conquista la LEN Euro Cup  nella finale tutta napoletana contro l'Acquachiara. Con il Brescia ottiene un'altra LEN Euro Cup, è finalista nella Supercoppa LEN ed è per cinque volte vicecampione d'Italia, mentre nel 2022 riuscirà a vincere il suo primo tricolore con la calottina della Pro Recco. Nella stessa stagione si laurea anche campione d'Europa.

## Palmarès

### Club
- Campionato italiano: 1

Pro Recco: 2021-2022
- Coppe Italia: 1

Pro Recco: 2021-22
- LEN Champions League: 1

Pro Recco: 2021-22
- Coppe LEN: 2

Posillipo: 2014-15
AN Brescia: 2015-16
- Supercoppa LEN: 1

Pro Recco: 2021

### Nazionale
- Europei

Zagabria 2010: 
- World League

Ruza 2017: 